# Тель-Авівський музей мистецтв

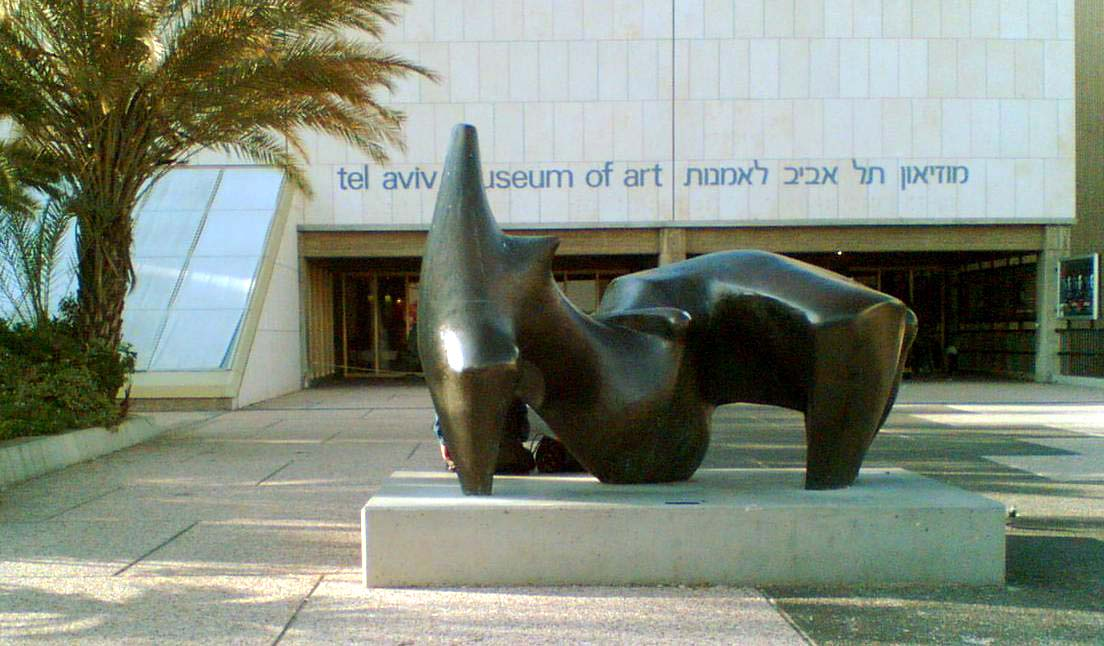
Скульптура «Жінка, що лежить» (1969-1970) Генрі Мура біля центрального входу до музею

Тель-Авівський музей мистецтв (івр. מוזיאון תל אביב לאמנות) — художній музей у Тель-Авіві (Ізраїль), що складається з декількох галерей, де зібрано твори класичного і сучасного мистецтва, в тому числі ізраїльського.

## З історії закладу
Тель-Авівський музей мистецтв було засновано ще в 1932 році у будинку першого міського мера Меїра Діценґоффа (Meir Dizengoff). У цьому ж приміщенні було проголошено Декларацію незалежності Ізраїлю, тепер воно зветься Зала Незалежності. 
У свою сучасну будівлю на бульварі царя Савла, 27 музей переїхав у 1971 році.
Фонди музею створювалися як у часи британського мандату в Палестині, так і дуже активно за незалежного Ізраїлю.
Велике значення для Музею мала передана в 1950 році колекція з 36 полотен сюрреалістів і абстракціоністів Пеґі Ґуґенхайма (Peggy Guggenheim).

## Постійна експозиція

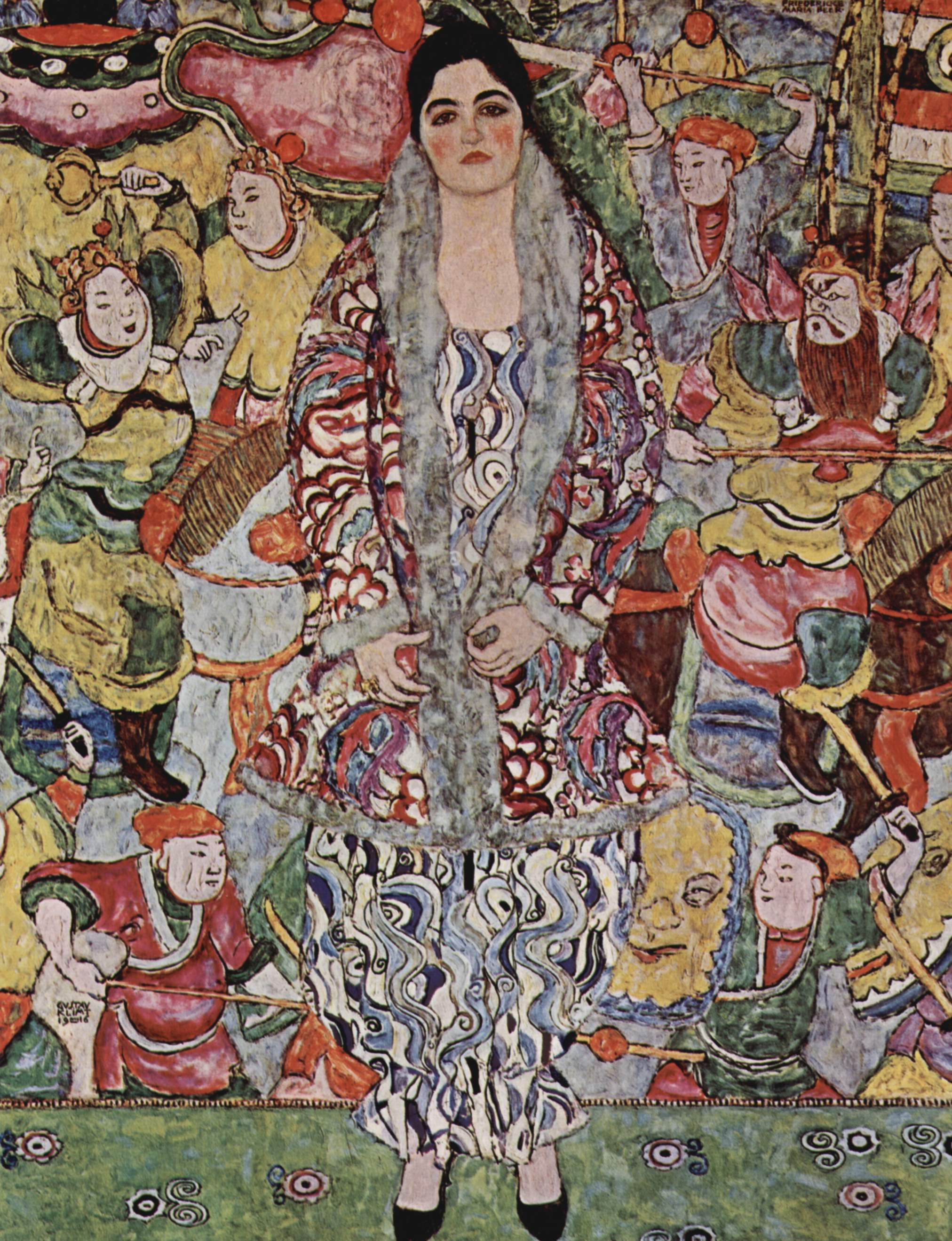
Портрет Фредеріки Марії Беєр роботи Ґустава Клімта (1918)

Тель-Авівський музей мистецтв володіє великими колекціями класичного і сучасного мистецтва, особливо єврейського та ізраїльського, має сад скульптур і відділ дитячої творчості.
Музейне зібрання репрезентує творчість провідних, як єврейських, так і неєврейських митців 1-ї половини ХХ століття, відображаючи практично всі існуючі напрями і стилі мистецтва цього періоду: конструктивізм, символізм, абстракціонізм, експресіонізм і постекспресіонізм (в т.ч. французький Паризької школи), кубізм, футуризм, фовізм, сюрреалізм тощо.
Серед полотен музею твори таких відомих митців, як Пабло Пікассо, Поль Гоген, Поль Сезанн, Клод Моне, Вінсент ван Гог, Марк Шагал, П'єр Ренуар, Анрі Матісс, Хайм Сутін, Жуан Міро та багатьох інших. Шедеврами колекції є картини — портрет Фредеріки Марії Беєр австрійця Ґустава Клімта (1918) і імпровізація без назви V російсько-французького художника-абстракціоніста Василя Кандінського (1914).
Скульптури розміщені як усередині музею, так і при вході та у внутрішньому «Саді скульптур», також репрезентуючи різні напрямки і митців різних країн світу.

## Тимчасові експозиції
У розпорядженні музею перебуває декілька залів, які додатково до постійної експозиції «приймають» виставки — індивідуальні та групові окремих митців, за напрямами, з інших музейних зібрань світу тощо. Останнім часом тут часто працюють фотовиставки.

## Архів ізраїльської архітектури
новий Архів ізраїльського Галерея Архітектура будуть відкриті компанією в 2013 році